# Live2D
Live2D (ライブツーディー Raibutsūdī) là một kỹ thuật hoạt hình được sử dụng trong việc tạo chuyển động hoạt hình cho các hình ảnh tĩnh và thường được sử dụng cho các nhân vật hoạt hình mang phong cách anime. Live2D bao gồm việc tách một hình ảnh thành nhiều phần khác nhau và tạo hoạt ảnh dành riêng cho từng thành phần được tách ra đó thay cho các hoạt động tạo chuyển động bằng hoạt hình cổ điển hay việc mô hình hóa 3D. Việc sử dụng kỹ thuật Live2D sẽ cho phép các nhân vật di chuyển bằng chuyển động 2.5D trong khi vẫn giữ nguyên hình ảnh minh họa gốc.
Live2D được sử dụng phổ biến trong các lĩnh vực như trò chơi điện tử, visual novel, YouTuber ảo,... Một số ví dụ nổi tiếng về tính ứng dụng của Live2D bao gồm các phần mềm như FaceRig, VTube Studio hay các tựa trò chơi điện tử như VTuber Legend, Nekopara, Azur Lane, và YouTuber ảo (được phổ biến bởi Hololive, Nijisanji, và VShojo).

## Đặc tính kỹ thuật
Thông thường, một mô hình Live2D bao gồm các thành phần được xếp lớp (layer) và được lưu dưới định dạng tệp tin của phần mềm Adobe Photoshop (.psd). Các lớp này được hoạt họa riêng biệt để từ đó có thể thể hiện được toàn bộ hoạt ảnh và biểu cảm của nhân vật chẳng hạn như nghiêng đầu. Các lớp có thể đơn giản và cụ thể như mặt, tóc hay thân người nhưng cũng có thể đặc biệt chi tiết tới lông mày, lông mi và thậm chí có thể chi tiết tới những ánh phản chiếu của kim loại lấp lánh.
Số lượng lớp của một mô hình Live2D phụ thuộc vào cách mà người tạo chuyển động (rigger) mong muốn nhân vật Live2D sẽ chuyển động theo đồng thời phụ thuộc vào mức độ "ba chiều" mong muốn của người tạo chuyển động.  Một mô hình Live2D đơn giản thường bao gồm khoảng 50 lớp trong khi với các mô hình Live2D phức tạp có thể bao gồm đến 750 lớp và số lượng lớp trong một mô hình Live2D là không giới hạn.
Live2D cũng có thể được sử dụng kèm với mocap (công nghệ ghi hình chuyển động) theo thời gian thực để theo dõi các chuyển động như chuyển động của đầu, mắt, miệng để sử dụng cho YouTuber ảo.
Nhược điểm lớn nhất của các mô hình được tạo bởi Live2D là việc kỹ thuật hoạt hình này không có khả năng xoay 360° với các vật thể phức tạp và khả năng theo dõi toàn bộ cơ thể là không cao.